# Marijke Ruiter
Marijke Ruiter es una deportista neerlandesa que compitió en natación adaptada y baloncesto en silla de ruedas. Ganó once medallas en los Juegos Paralímpicos de Verano entre los años 1972 y 1988.

## Palmarés internacional
| Juegos Paralímpicos | Juegos Paralímpicos | Juegos Paralímpicos | Juegos Paralímpicos             |
| Año                 | Lugar               | Medalla             | Prueba                          |
| ------------------- | ------------------- | ------------------- | ------------------------------- |
| 1972                | Heidelberg (RFA)    | Medalla de oro      | 100 m braza 5                   |
| 1972                | Heidelberg (RFA)    | Medalla de oro      | 100 m espalda 5                 |
| 1972                | Heidelberg (RFA)    | Medalla de oro      | 150 m estilos 5                 |
| 1976                | Toronto (Canadá)    | Medalla de oro      | 50 m mariposa 5                 |
| 1976                | Toronto (Canadá)    | Medalla de oro      | 100 m braza 5                   |
| 1976                | Toronto (Canadá)    | Medalla de oro      | 100 m espalda 5                 |
| 1976                | Toronto (Canadá)    | Medalla de oro      | 100 m libre 5                   |
| 1976                | Toronto (Canadá)    | Medalla de oro      | 150 m estilos 5                 |
| 1976                | Toronto (Canadá)    | Medalla de oro      | 3 × 100 m estilos clase abierta |
| 1976                | Toronto (Canadá)    | Medalla de oro      | 4 × 100 m estilos clase abierta |

| Juegos Paralímpicos | Juegos Paralímpicos  | Juegos Paralímpicos | Juegos Paralímpicos |
| Año                 | Lugar                | Medalla             | Competición         |
| ------------------- | -------------------- | ------------------- | ------------------- |
| 1988                | Seúl (Corea del Sur) | Medalla de bronce   | Torneo femenino     |